# Donji Vučkovići
Donji Vučkovići su naselje u Hrvatskoj u sastavu Grada Vrbovskog. Nalaze se u Primorsko-goranskoj županiji.

## Zemljopis
Sjeverozapadno su Gornji Vučkovići, sjeveroistočno su Bunjevci i Vukelići, istočno su Moravice, jugoistočno su Carevići, južno-jugozapadno su Matići, zapadno-jugozapadno su Petrovići.

## Stanovništvo
| broj stanovnika | 85    | 62    | 105   | 112   | 90    | 115   | 117   | 95    | 59    | 68    | 71    | 62    | 36    | 30    | 28    | 17    | 16    |
|                 | 1857. | 1869. | 1880. | 1890. | 1900. | 1910. | 1921. | 1931. | 1948. | 1953. | 1961. | 1971. | 1981. | 1991. | 2001. | 2011. | 2021. |